# Riichi Takeshita
Riichi Takeshita (jap. 武下 利一, Takeshita Riichi; * 28. Juli 1989 in der Präfektur Saga) ist ein japanischer Badmintonspieler. 

## Karriere
Riichi Takeshita gewann in seiner noch jungen Karriere die New Zealand Open 2011 im Herreneinzel. Bei der Osaka International Challenge des gleichen Jahres wurde er ebenfalls im Herreneinzel Dritter.

## Sportliche Erfolge
| Saison | Veranstaltung        | Disziplin    | Platz | Name             |
| ------ | -------------------- | ------------ | ----- | ---------------- |
| 2011   | New Zealand Open     | Herreneinzel | 1     | Riichi Takeshita |
| 2011   | Osaka International  | Herreneinzel | 3     | Riichi Takeshita |
| 2014   | Sydney International | Herreneinzel | 1     | Riichi Takeshita |